# Schenkungsteuer
Die Schenkungsteuer ist eine Steuer, die auf unentgeltliche Zuwendungen unter Lebenden (Schenkungen) erhoben wird.

## Beschreibung
Von der Schenkungsteuer ist die Erbschaftsteuer zu unterscheiden, die im Hinblick auf Zuwendungen im Erbgang, also infolge des Todes des bisherigen Eigentümers anfällt.
Bis auf wenige Ausnahmen wird die Schenkungsteuer im Sinne eines „vorweggenommenen Erbens“ (Vermögensübergabe zu Lebzeiten) nach den gleichen gesetzlichen Regeln wie die Erbschaftsteuer erhoben, weswegen sie zumeist unter dem Oberbegriff der Erbschaftsteuer behandelt wird, so in  Deutschland und der Schweiz (und auch in Österreich und Liechtenstein, wo sie abgeschafft wurde).
Es gibt aber auch Länder, die Schenkungen wie Einkommen (auch als Kapitalgewinneinkommen) behandeln und entsprechend versteuern, wie teilweise in Dänemark, Litauen, Rumänien und im Vereinigten Königreich.
Zudem gibt es Staaten, in denen vor dem Tod des Erblassers innerhalb einer bestimmten Frist vollzogene Schenkungen dem Steuerwert des Nachlasses zugeschlagen werden, wie in den Niederlanden, in Norwegen und im Vereinigten Königreich.
Schuldner der Schenkungsteuer ist in den meisten Staaten grundsätzlich der Zuwendungsempfänger, wobei in den meisten Staaten aber der Schenker subsidiär mithaftet. In Deutschland ist neben dem Erwerber auch der Schenker Schuldner der Schenkungsteuer (§ 20 Abs. 1 S. 1 ErbStG). Schenkungssteuerpflichtig ist in den Vereinigten Staaten hingegen der Zuwendende.
Auch bei der Schenkungsteuer gelten gewisse Freibeträge – in Deutschland z. B. die gleichen wie bei der Erbschaftsteuer. Diese hängen vom Verwandtschaftsgrad ab: je näher das Verwandtschaftsverhältnis, desto höher der Freibetrag.

## Nationales
- In Deutschland wird sie nach dem Erbschaftsteuer- und Schenkungsteuergesetz erhoben (§ 1 Abs. 1 Nr. 2 ErbStG). Eine Legaldefinition für Schenkungen unter Lebenden findet sich in § 7 ErbStG. Die Schenkungsteuer kann auch größere Gutschriften auf Gemeinschaftskonten betreffen, da hier dann die Hälfte des Betrages als Schenkung dem Mitinhaber zugeschrieben wird, wodurch eine Schenkungsteuerpflichtigkeit anfallen kann.
- In Österreich wurde die Erbschaft- und Schenkungsteuer durch den Verfassungsgerichtshof mit Entscheidung vom 7. März 2007 abgeschafft.
- Eine entsprechende Steuer, dort als Schenkungssteuer beschrieben, wird auch in den meisten Schweizer Kantonen erhoben. Dort gilt für unentgeltliche Zuwendungen an Stiftungen das Stiftungseingangssteuergesetz.
- In Liechtenstein wurde die Erbschaft- und Schenkungsteuer durch die Steuerreform zum 1. Januar 2011 abgeschafft.